# Taszaułowo
Taszaułowo (ros. Ташаулово; baszk. Ташауыл , Taşawıl) – wieś (dieriewnia) w Rosji, w rejonie saławatskim Baszkortostanu. W 2010 liczyła 187 mieszkańców.